# Péter Reimholz

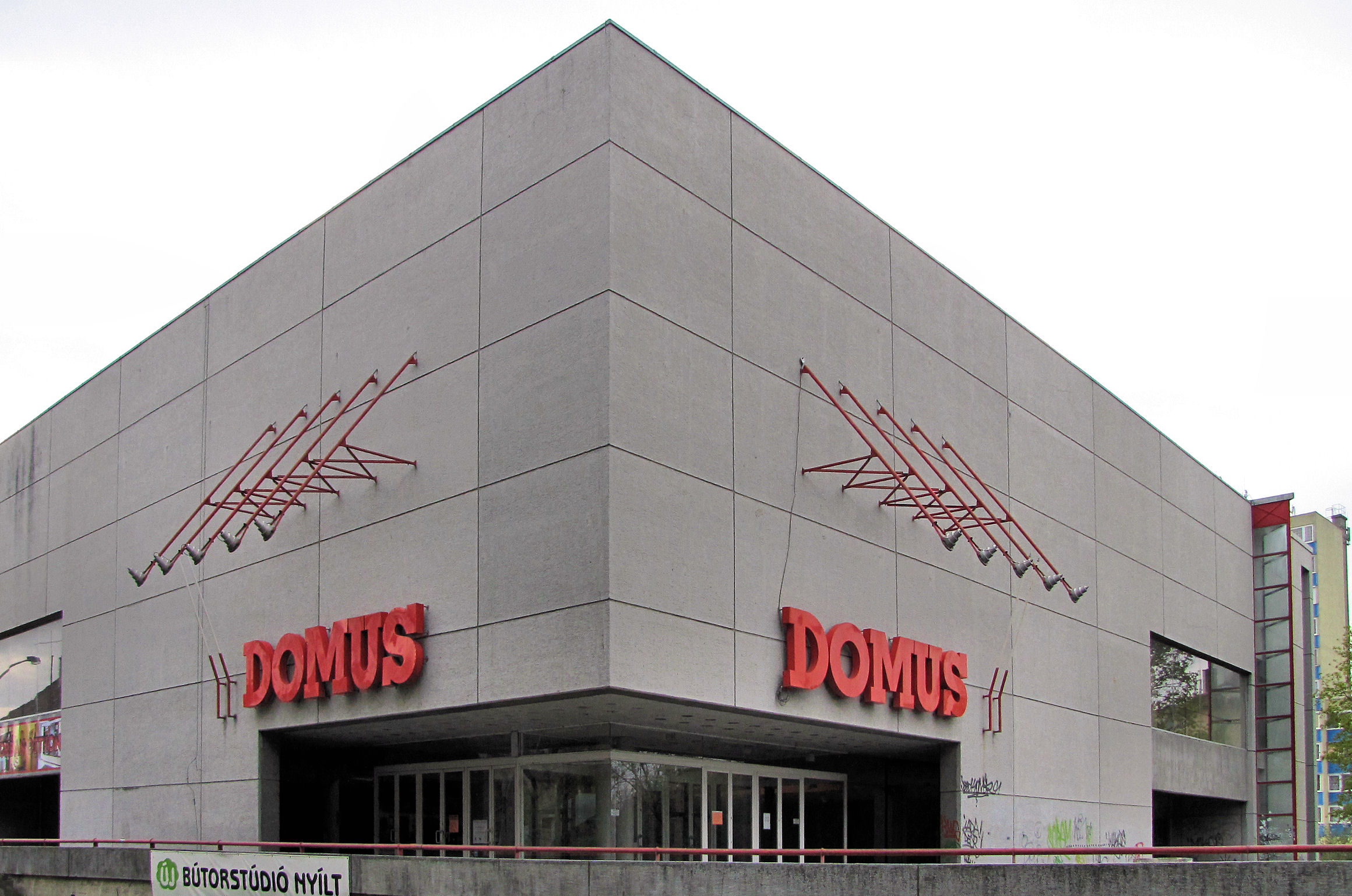
De Domus-meubelwinkel

Péter Reimholz (Boedapest, 2 juni 1943 - aldaar, 9 oktober 2009) was een Hongaars architect. 
Tussen 1962 en 1967 studeerde Reimholz aan de Hongaarse academie voor toegepaste kunsten in Boedapest. 
Reimholz maakte deel uit van een groep nieuwe Hongaarse architecten, die veel belang hechtte aan de vragen en behoeften van de gebruiker en waarvan de stijl was geïnspireerd op traditionele woningen. Bekende werken zijn de Domus-meubelwinkel (1974), het Medicor-kantoorgebouw (1975) en het hoofdkantoor van Siemens (1999), alle in Boedapest. Hij was ook de architect van verschillende woongebouwen. 
Reimholz doceerde onder meer aan de universiteit van Boedapest en was sinds 1992 rector van de Hongaarse academie voor toegepaste kunsten. Hij kreeg voor zijn werk in 2000 de prestigieuze Kossuth-prijs uitgereikt.